# Leptomys ernstmayri
Leptomys ernstmayri là một loài động vật có vú trong họ Chuột, bộ Gặm nhấm. Loài này được Rummler mô tả năm 1932.